# Мейсон, Джеймс
Джеймс Роберт Мейсон (англ. James Robert Mason, 19 июня 1947) — австралийский хоккеист (хоккей на траве), защитник. Серебряный призёр летних Олимпийских игр 1968 года.

## Биография
Джеймс Мейсон родился 19 июня 1947 года.
Играл в хоккей на траве за «Таунсвилл» из Квинсленда.
В 1968 году вошёл в состав сборной Австралии по хоккею на траве на Олимпийских играх в Мехико и завоевал серебряную медаль. Играл на позиции защитника, провёл 7 матчей, мячей не забивал.
В 1972 году вошёл в состав сборной Австралии по хоккею на траве на Олимпийских играх в Мюнхене, занявшей 5-е место. Играл на позиции защитника, провёл 7 матчей, забил 4 мяча (два в ворота сборной Мексики, по одному — Индии и Нидерландам).